# گرت جان اشلاتمن
گرت جان اشلاتمن (انگلیسی: Gert Jan Schlatmann؛ زادهٔ ۶ دسامبر ۱۹۶۳) بازیکن هاکی روی چمن اهل پادشاهی هلند است.